# 룩 판 밀
뤼도비퀴스 야코뷔스 마리아 "룩" 판 밀(네덜란드어: Ludovicus Jacobus Maria "Loek" van Mil, 1984년 9월 15일 ~ 2019년 7월 29일)은 216cm의 키를 가진 네덜란드의 야구 선수였다. 포지션은 투수이다.

## 부상과 사망
2018년 12월, 오스트레일리아에서 하이킹을 하다가 머리 부상으로 하루 정도 의식 불명 상태에 빠졌고, 이후 회복 증세를 보이고 다시 마운드에 올랐지만, 2019년 7월 29일에 또 다른 사고로, 결국 캔버라에 위치한 병원에서 사망하였다.